# Toda (Saitama)
Toda (戸田市, Toda-shi) is een stad in de prefectuur  Saitama, Japan. In 2013 telde de stad 129.331 inwoners. Toda maakt deel uit van de metropool Groot-Tokio.
Het Roeien op de Olympische Zomerspelen 1964 vond plaats in Toda.

## Geschiedenis
Op 1 oktober 1966 werd Toda benoemd tot stad (shi).
Steden:
Ageo · Asaka · Chichibu · Fujimi · Fujimino · Fukaya · Gyoda · Hanno · Hanyu · Hasuda · Hidaka · Higashimatsuyama · Honjo · Iruma · Kasukabe · Kawagoe · Kawaguchi · Kazo · Kitamoto · Koshigaya · Konosu · Kuki · Kumagaya · Misato · Niiza · Okegawa · Saitama (hoofdstad) · Sakado · Satte · Sayama · Shiki · Shiraoka · Soka · Toda · Tokorozawa · Tsurugashima · Wako · Warabi · Yashio · Yoshikawa

Districten:
Chichibu · Hiki · Iruma · Kitaadachi · Kitakatsushika · Kodama · Minamisaitama · Osato
Gemeenten per district